# Parmička středomořská
Parmička středomořská nebo také parma středomořská (Barbus meridionalis; Risso, 1826) je vzácně se vyskytující druh ryby z čeledi kaprovitých, žijící na území Evropy. Na Slovensku je celoročně hájená.

## Vzhled a velikost
Tělo je pokryto velkými nepravidelnými černými skvrnami. Postavení úst je spodní se čtyřmi vousky. Dorůstá délky až 27 cm a hmotnosti kolem 200 gramů.

## Výskyt
Španělské a francouzské řeky ústící do Středozemního moře.

## Stanoviště
Parma středomořská se vyskytuje v horních a středních částech toků s čistou, okysličenou a rychle proudící vodou. Substrát toku stanoviště je tvořen štěrkem či pískem. Teplota toku 5 °C až 25 °C.

## Potrava
Parma středomořská se nejčastěji živí bezobratlími. Vzácně se živí rostlinnou potravou.

## Význam a ohrožení
Význam této parmy je omezený a její biologie není dostatečně prozkoumána. Ohrožena je kvůli úpravě vodních toků a jejich znečištění. V jižní Francii dokáže lokálně vytvářet plodné hybridy s parmou obecnou, kteří dorůstají velikosti kolem 27 cm.